# Heilbronner Tagblatt

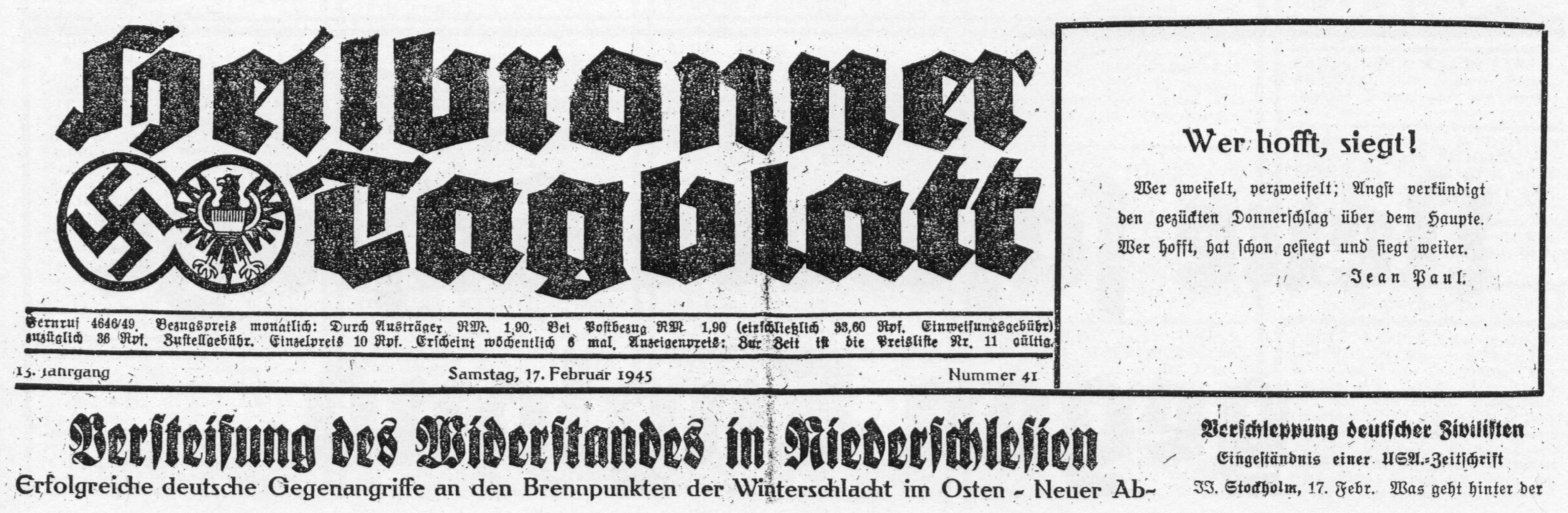
Titelkopf des Heilbronner Tagblatts am 17. Februar 1945

Das Heilbronner Tagblatt war eine von 1932 bis 1945 in Heilbronn erscheinende regionale Tageszeitung, die der NSDAP gehörte und als Sprachrohr der Nationalsozialisten diente.
Sie war im Januar 1932 von der Heilbronner NSDAP gegründet worden, um über eine eigene Tageszeitung zu verfügen, und erschien seit dem 5. März 1932 täglich. Verlagsleiter war ab dem Herbst 1932 (bis 1938) der Heilbronner NSDAP-Kreisleiter Richard Drauz. Nach der Machtergreifung konnte der Verlag des Tagblatts bis Ende 1934 durch Repressalien alle anderen Heilbronner Tageszeitungen aus dem Geschäft drängen und übernehmen, insbesondere die des bürgerlichen Verlegers Viktor Kraemer junior, dessen Druck- und Verlagshaus günstig von den Nationalsozialisten aufgekauft worden war. 
Kraemers Neckar-Zeitung erschien noch einige Zeit unter NSDAP-Regie weiter, ab 1. Januar 1935 unter dem Titel Heilbronner Morgenpost, wurde zum 31. Juli 1937 dann aber eingestellt. So hatte das Tagblatt zur Zeit des Nationalsozialismus ein Zeitungsmonopol in Heilbronn und berichtete bis zum Zusammenbruch 1945 linientreu im Sinne der Partei.